# Baronie Houtem
De baronie van Houtem is de oudste baronie van Brabant (Bron?)

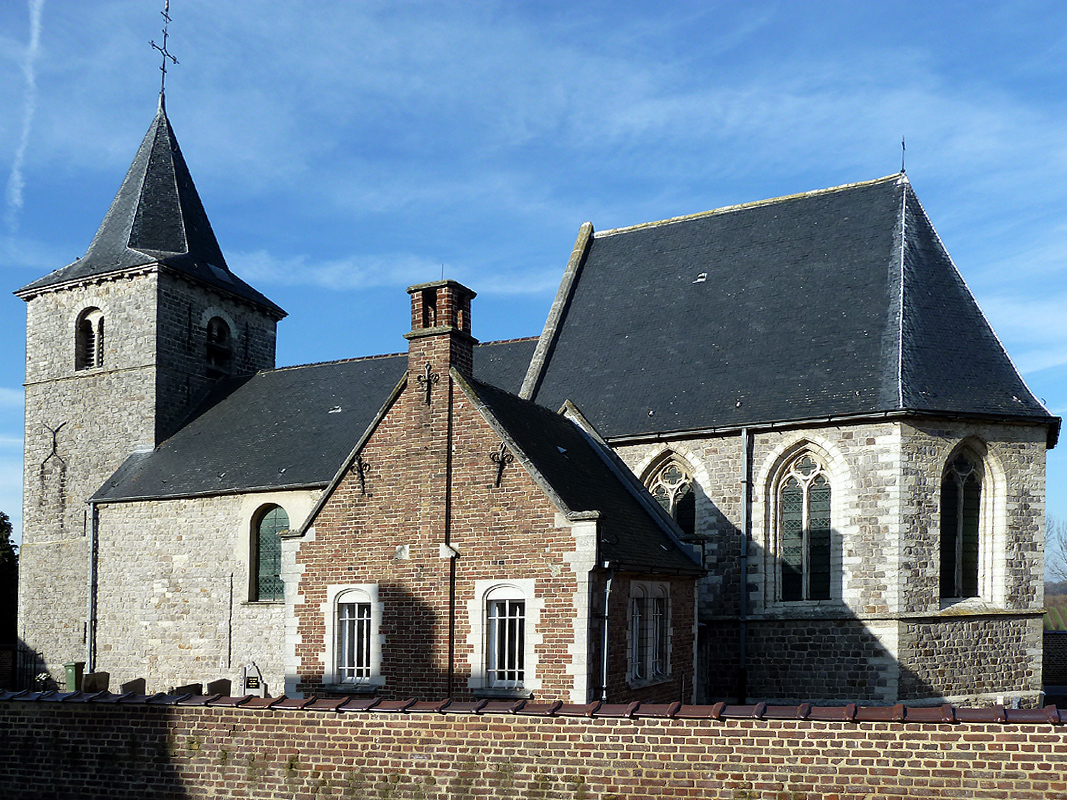
Kerk van Sinte-Margriet: rustplaats van ridder Jan van Hauthem

## Jan van Houtem
Van een onbeduidend gehucht vóór 1487 werd Sint-Margriete-Houtem vanaf dat jaar de aanzienlijkste heerlijkheid van Brabant en bleef dat tot in 1560. Dit was te danken aan een van de oudste en machtigste families van Tienen, de familie van Houtem, die zijn naam ontleende aan het dorp. In het charterboek van de Tiense Sint-Germanuskerk , met zijn stukken van 1214 tot 1427, vindt men onafgebroken leden van de familie van Houtem onder de schepenen van Tienen. Voor zijn diensten bewezen aan de stad en aan het hertogdom Brabant werd ridder Jan van Houtem, kanselier van Brabant, op 31 december 1486, in aanwezigheid van o.a. de bisschop van Kamerijk en de graaf van Nassau, tot heer van Houtem verheven door keizer Maximiliaan I. De keizer en zijn zoon, aartshertog Filips, beschreven in een begeleidende brief de grenzen van de nieuwe heerlijkheid: behalve Houtem hoorden er ook 'Pepinusvaart' (Pepinusfort), Stok, IJzeren, Boeslinter en een deel van Bunsbeek bij. De toegekende rechten aan ridder Jan van Houtem waren bijzonder groot. Hij werd de enige grondeigenaar van Houtem en in oktober 1488 bovendien verheven tot baron van Sint-Margareten-Hauthem. De rechten en de adellijke titel werden erfelijk verklaard. Sint-Margriete-Houtem werd zo de eerste baronie van Brabant, de meest illustere heerlijkheid van het hertogdom. De inwoners van Houtem werden vrijgesteld van alle ‘tributen, gabellen, tollen of andere exactiën’: zij moesten geen belastingen betalen. Dankzij de bescherming van baron Jan van Houtem ontsnapten Houtem en Bunsbeek met Sint-Mertens-Vissenaken in 1489 aan de Oostenrijkse strafexpeditie van Albrecht van Saksen, die Tienen en alle omliggende gemeenten plunderde en verwoestte. In 1560, bij gebrek aan erven, verviel de baronie Houtem tot een gewone heerlijkheid en verdwenen de voorrechten die aan de baronie verbonden waren.

## Grafsteen

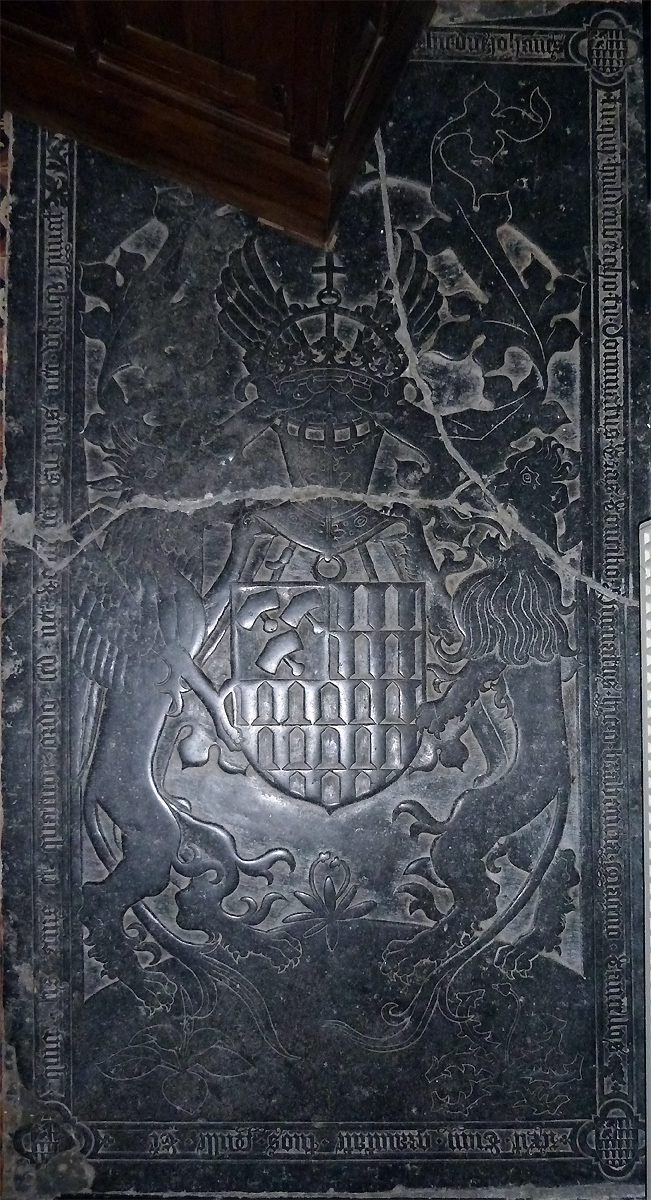
Grafsteen van Jan van Houtem in de Sint-Margrietkerk.

In de kerk, rechts van het altaar, ligt de grafsteen van Jan van Houtem. Centraal en ook in de vier hoeken prijkt het wapenschild van ridder Jan met de drie hamers (symbolen voor vlijt, sterkte en onbuigzaamheid) in een veld van gestileerde klokken. Het schild hangt vast aan de gevleugelde ridderhelm met kruis, die samen met het schild door twee Brabantse leeuwen rechtop wordt gehouden. Bloemen en grote bladeren wijzen op de vruchtbaarheid van het land.
Merkwaardig is het tekstlint langs de vier randen van de steen waarin het sterfjaar van ridder Jan wordt vermeld: 1504. Jan van Houtem spreekt sarcastisch tot zichzelf: geconfronteerd met de dood blijken functies en titels waardeloos te zijn.
Boven: Heu! baro de Houtemo recubas hic d(omi)ne Johan(n)es
Rechts: Tu qui Huldenbergho tu dominatus eras concilio dignatus hic o Brabantia magno cancellos
Onder: Rexit cum gravitate tuos mille et
Links: quinge(n)tis an(n)is et quatuor ordo sed nec eque(s)ter, eu! jus nec utrumque juvat.
Vertaling:
Ach, baron van Houtem, hier lig je nu op je rug, heer Jan,
Jij die heer was van Huldenberg,
En waardig werd bevonden voor de Grote Raad. O Brabant,
Hij beheerde met ernst uw kanselarij
tot het jaar 1504. Helaas, zijn (ridder)orde noch zijn beide rechten helpen hem nu.

## Gemeentewapen Glabbeek
Kunstenaar Fons Stels, de ontwerper van het gemeentewapen van Glabbeek, baseerde zich voor zijn ontwerp op het wapenschild van ridder Jan van Hauthem, kanselier van Brabant. Houtem noch ridder Jan hebben rechtstreeks wat met Glabbeek - Sint-Margriete-Houtem hoort bij Tienen - maar de achterliggende redenering was: tot 1796 was Sint-Margriete-Houtem een deel van Bunsbeek en Bunsbeek werd in 1977 een deelgemeente van Glabbeek. Op die manier is er toch een band tussen Glabbeek en ridder Jan van Hauthem.
Het Glabbeekse gemeentewapen bestaat uit “vair“ of “vaar“: vier rijen blauwe en zilveren klokjes en in de punt een vulling van nog een paar gedeeltelijke klokjes. In de bovenste linkerhoek is dit “vaar “ een vrijkwartier (vierkantje) van goud met daarin drie hellende klophamers van keel (rood).

## Afbeeldingen

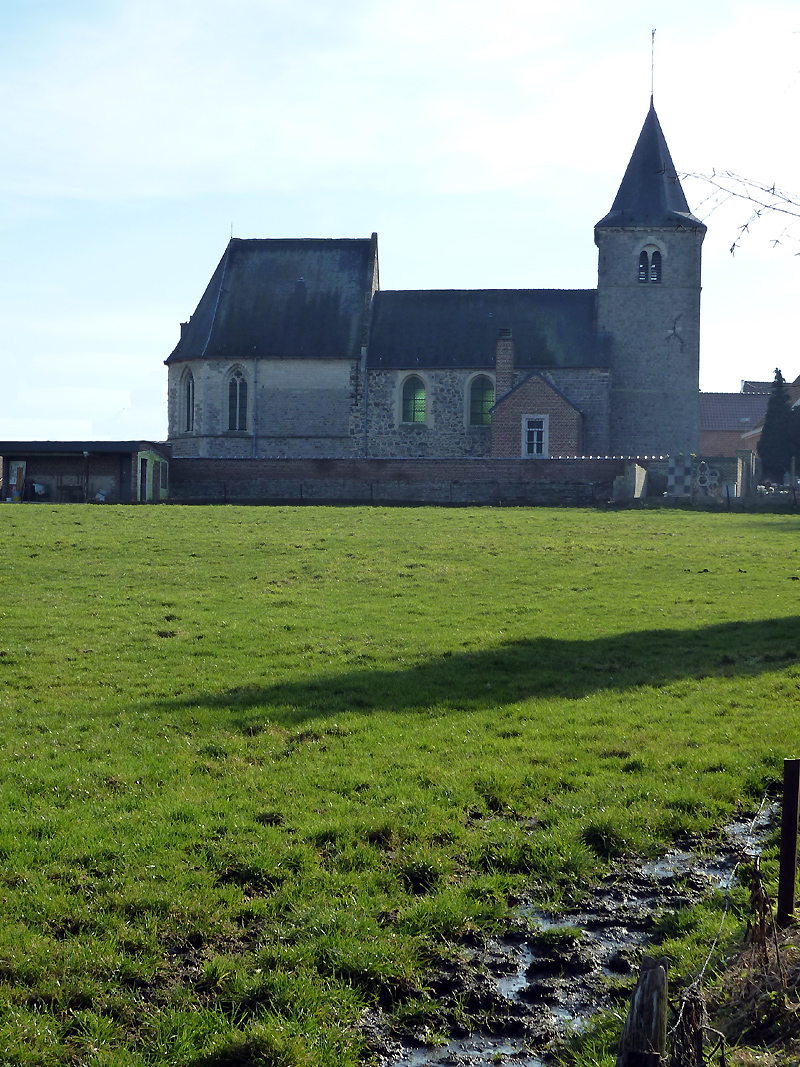
Kerk van Sint-Margriet: noord
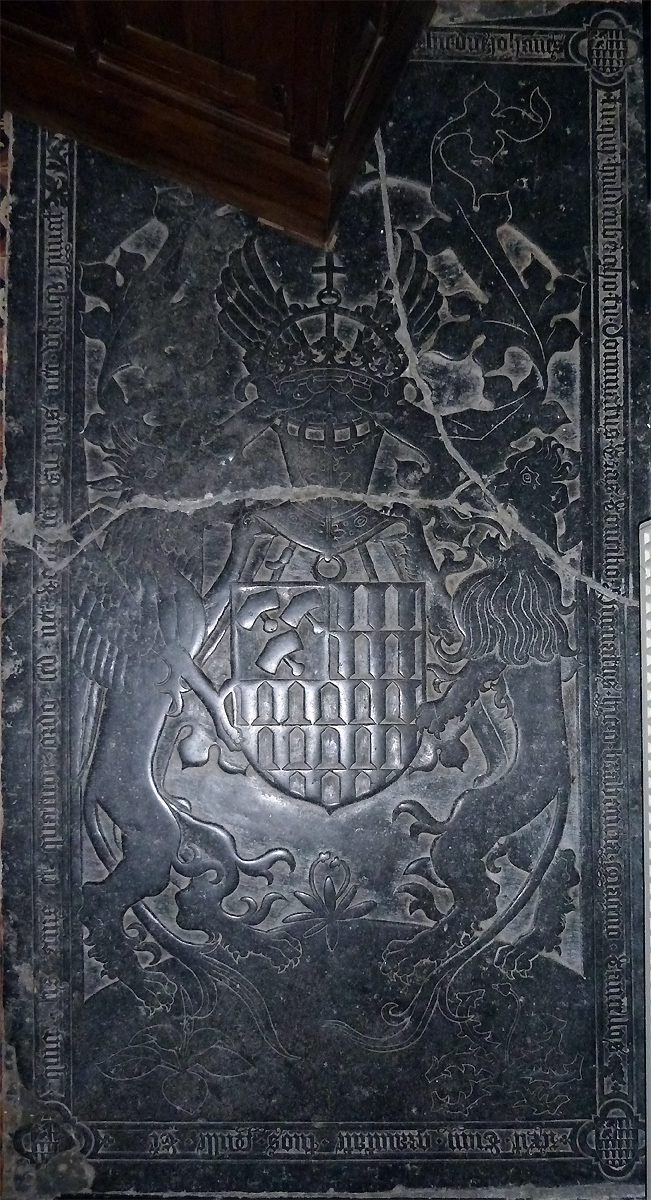
Grafsteen van Jan van Houtem in de kerk.
Gemeentewapen Glabbeek